# مرد عوضی (فیلم ۱۹۹۳)
مرد عوضی (انگلیسی: The Wrong Man) فیلمی به کارگردانی جیم مک‌براید است که در سال ۱۹۹۳ منتشر شد. از بازیگران آن می‌توان به روزانا آرکت اشاره کرد.